# تاكويا كيمورا (لاعب كرة قاعدة)
تاكويا كيمورا (باليابانية: 木村拓也؛ بالكانا: きむら たくや) هو لاعب كرة قاعدة ياباني، ولد في 15 أبريل 1972 في ميازاكي في اليابان، وتوفي في 7 أبريل 2010 في هيروشيما في اليابان بسبب نزف تحت العنكبوتية.

## وصلات خارجية
- تاكويا كيمورا على موقع الدوري الياباني لكرة القاعدة (الإنجليزية)
- تاكويا كيمورا على موقع أوليمبيديا (الإنجليزية)